# Volta a Trujillo
La Volta a Trujillo (en castellà: Vuelta a Trujillo) és una cursa ciclista per etapes que es disputa a l'estat veneçolà de Trujillo. La primera edició es disputà el 1979 i forma part del calendari nacional de ciclisme.

## Palmarès
| Any       | Vencedor               | Segon                 | Tercer                |
| --------- | ---------------------- | --------------------- | --------------------- |
| 1979      | Leonardo Bonilla       |                       |                       |
| 1980      | Jorge Orozco           |                       |                       |
| 1981      | Arsenio Nava           |                       |                       |
| 1982      | Arsenio Nava           |                       |                       |
| 1983      | Olinto Silva           |                       |                       |
| 1984      | Segundo Chaparro       |                       |                       |
| 1985      | Enrique Campos         |                       |                       |
| 1986      | Elio Villamizar        |                       |                       |
| 1987      | Leonardo Sierra        |                       |                       |
| 1988      | Giovanni Pabón         |                       |                       |
| 1989      | Enrique Campos         |                       |                       |
| 1990      | Nelson Gelvez          |                       |                       |
| 1991      | Wenceslao Lancheros    |                       |                       |
| 1992      | Marcos Antonio Carreño |                       |                       |
| 1993      | Luis Barroso           |                       |                       |
| 1994      | Robinson Merchán       |                       |                       |
| 1995-1997 | no disputada           | no disputada          | no disputada          |
| 1998      | Álvaro Lozano          |                       |                       |
| 1999      | César Salazar          |                       |                       |
| 2000      | Noel Vásquez           |                       |                       |
| 2001      | Federico Muñoz         |                       |                       |
| 2002      | Víctor González        |                       |                       |
| 2003      | no disputada           | no disputada          | no disputada          |
| 2004      | José Rujano            |                       |                       |
| 2005      | José Serpa             | Carlos José Ochoa     | Hernán Buenahora      |
| 2006      | José Castelblanco      | Paul Torres           | Hernán Buenahora      |
| 2007      | Carlos José Ochoa      | Rolando Trujillo      | Carlos Becerra        |
| 2008      | Manuel Medina          | José Alirio Contreras | Gusneiver Gil         |
| 2009      | Yeison Delgado         | Manuel Medina         | José Alirio Contreras |
| 2010      | Jimmy Briceño          | José Alirio Contreras | Yonathan Salinas      |
| 2011      | Noel Vásquez           | Gusneiver Gil         | Yeison Delgado        |
| 2012      | no disputada           | no disputada          | no disputada          |
| 2013      | Yonathan Salinas       | Gusneiver Gil         | Juan José Ruiz        |
| 2014      | Carlos Gálviz          | José Rujano           | Yeison Delgado        |
| 2015      | Eduin Becerra          | Anderson Paredes      | Jonathan Camargo      |
| 2016      | Juan José Ruiz         | Anderson Paredes      | Roniel Campos         |